# Miquel Santaló
Miquel Santaló i Parvorell (Vilahur, 1888 – Guadalajara, México, 1961) fue un geógrafo, pedagogo y político español. Durante la república, fue brevemente ministro de Comunicaciones.

## Biografía
Miembro de Esquerra Republicana de Catalunya, en 1923 fue elegido miembro de la Mancomunidad de Cataluña y, en 1931, con la proclamación de la II República, alcalde de Gerona, cargo que ocupó hasta 1933.
Elegido diputado a Cortes en las elecciones de 1931, 1933 y 1936 por la circunscripción de Gerona, fue nombrado ministro de Comunicaciones en el primer gobierno que, entre el 12 de septiembre y el 8 de octubre de 1933 presidió el radical Alejandro Lerroux. 
Entre 1933 y 1934 ocupó igualmente el cargo de primer consejero de la Generalidad de Cataluña.
Tras exiliarse en Francia en 1939 se trasladó posteriormente a México donde fue nombrado ministro de Instrucción Pública del gobierno republicano en el exilio presidido por José Giral.